# Neo-China Top City Main Tower
La Neo-China Top City Main Tower est un gratte-ciel de 242 mètres construit en 2009 à Chongqing en Chine.